# Romsée

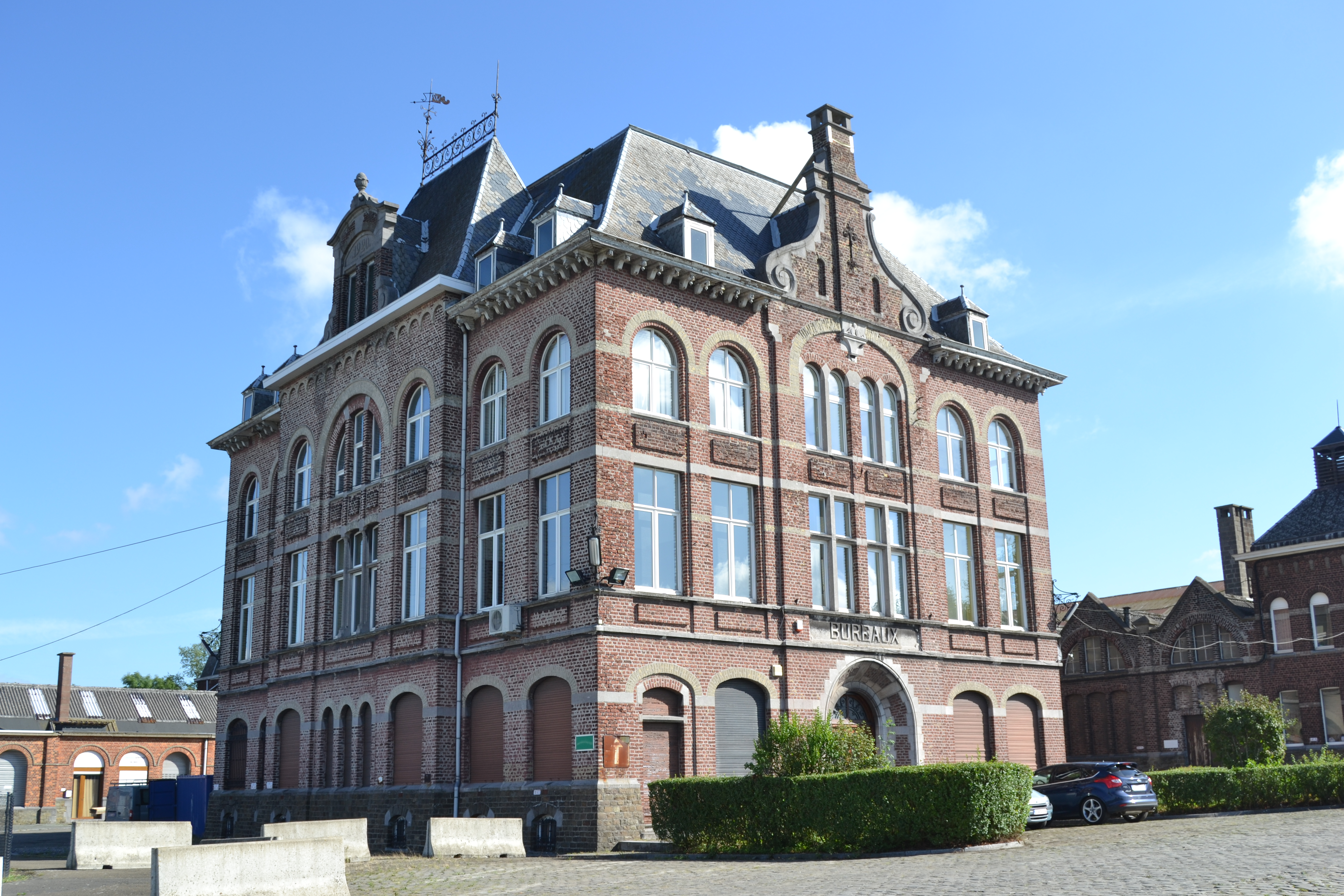
Voormalig hoofdkantoor (1926) van de steenkoolmijn Wérister in Romsée

Romsée (Waals: Roumzêye) is een dorpje in de Belgische provincie Luik en een deelgemeente van Fléron. Het was een zelfstandige gemeente tot in 1977, vòòr de fusie telde Romsée 4014 inwoners. Het ligt net ten zuidwesten van het centrum van Fléron, en is door lintbebouwing en woonuitbreiding vergroeid met Magnée, Fléron-centrum en Beyne-Heusay.
De landbouw was typisch voor het Land van Herve: veeteelt in een bosrijke omgeving, weiden met veel hagen en hoogstamboomgaarden, appel-, peren- en pruimbomen.
Vanaf het begin van de 19de eeuw werd er op industriële wijze steenkool gedolven. De steenkoolmijn, S.A. des Charbonnages de Wérister had tot 2000 mensen in dienst en produceerde ooit meer dan 600 000 ton steenkool per jaar. Wérister werd in 1967 gesloten.
Op 16 augustus 1914, bij de invasie aan het begin van de Eerste Wereldoorlog, doodden de 35ste en 25ste infanterieregimenten van het keizerlijke Duitse leger 27 burgers en vernietigden 40 huizen in het dorpscentrum. 

## Demografische ontwikkeling
- Bronnen:NIS, Opm:1831 tot en met 1970=volkstellingen, 1976= inwoneraantal op 31 december

## Bezienswaardigheden
- Heilige Maagd Mariakerk

## Natuur en landschap
Romsée ligt in het Land van Herve, op een hoogte van ruim 200 meter. De omgeving is sterk verstedelijkt. De Ruisseau de Geloun ontspringt iets ten zuiden van de dorpskom en loopt in zuidelijke richting naar de Vesder. Ten westen van Romsée ligt het Bois de Beyne.

## Sport
Vanaf 1949 wordt in Romsée jaarlijks in juni de wielerwedstrijd Romsée-Stavelot-Romsée verreden.

## Geboren in Romsée
- Nicolas Lequarré (1833-1914), hoogleraar en wallingant

## Trivia
Gérard Romsée, vooraanstaand Limburgs VNV-politicus en collaborateur in de Tweede Wereldoorlog, stamt uit een Waalse familie die ooit 'de Romsée' heette en van oorsprong afkomstig is uit de omgeving van Romsée.

## Nabijgelegen kernen
Vaux-sous-Chèvremont, Beyne-Heusay, Fléron, Magnée